# Самшитові
Самшитові або букшпанові (Buxaceae) — родина квіткових рослин із клади дводольних (eudicots). Містить понад 100 видів рослин поширених в тропічних і помірних регіонах.

## Таксономія
Buxales Takht. ex Reveal (за системою APG IV)
- Buxaceae Dumort., nom. cons.
  - Buxus L.
  - Didymeles Thouars
  - Haptanthus Goldberg & C.Nelson
  - Pachysandra Michx.
  - Sarcococca Lindl.
  - Styloceras Styloceras

## Опис
Вічнозелені дерева, чагарники або рідше багаторічні трави, без молочного соку, одно- або дводомні. Листки прості, протилежні або чергові, 5(-3)-жильні, цілі, рідко зубчасті. Квіти дрібні, одностатеві, рідко двостатеві, радіально симетричні, з приквітками, жіночі квіти часто з ніжкою й більші, ніж чоловічі. Чашолистків 4(-6), дворядні, перекриваються. Пелюстки відсутні. Тичинок стільки ж як чашолистків; пиляки великі. Плоди — коробочка або м'ясистий кісточковий плід.

## Поширення
Рослини поширені в тропічних та помірних регіонах, але відсутні в Полінезії, Австралії та Сході Південної Америки.
В Україні зростають самшит вічнозелений (Buxus sempervirens) — широко культивований декоративний вид. Він росте в садах в парках — майже на всій території, частіше в Криму. Вид самшит балеарський (В. balearica) у Криму трапляється від Севастополя до Судака.

## Використання
Родина має помірну економічну цінність. Види Buxus дають декоративну, а також тверду, дрібнозернисту деревину. Pachysandra terminalis і P. procumbens використовуються в садівництві для покриття ґрунту. Види Sarcococca вирощують за їхні маленькі зимові інтенсивно ароматичні квіти. Деревина Styloceras використовується для столярних виробів. Бруньки й варене листя Sarcococca saligna застосовуються в Пакистані для лікування болю або набряклих суглобів.